# Tim Sylvia
Tim Sylvia (5 de marzo de 1976) es un peleador retirado estadounidense de artes marciales mixtas. Es dos veces Campeón de Peso Pesado de UFC. Sylvia fue conocido por competir en UFC, aunque también ha competido en Affliction, IFC y ONE FC. La mayoría de sus victorias provienen por la vía del KO/TKO.

## Carrera en artes marciales mixtas

### Ultimate Fighting Championship
Sylvia tiene 13 peleas en el UFC, donde fue dos veces campeón de peso pesado.
Sylvia ganó el campeonato en UFC 41 ante Ricco Rodríguez al que noqueo en la primera ronda.
Su primera defensa del título fue ante Gan McGee en UFC 44. Sylvia derrotó a McGee por nocaut técnico en la primera ronda y pasó a tener un intimidante récord de 16-0. Tras la pelea, Sylvia fue despojado del título por no haber pasado la prueba de drogas posterior a la pelea.
En UFC 59, Sylvia volvió a ganar el campeonato ante Andrei Arlovski al que noqueó en la primera ronda.
Defendería su título en UFC 61 en su revancha con Arlovski. En esta ocasión, Sylvia derrotó a Arlovski por decisión unánime.
Su última defensa del título fue en UFC 65 ante Jeff Monson. Sylvia derrotó a Monson por decisión unánime.
Randy Couture le arrebataría el título en UFC 68, cortando la racha de 7 peleas invicto de Sylvia.

## Vida personal
Sylvia ha confirmado que es un oficial de policía en el Estado de Illinois a tiempo parcial (un día al mes). Ser un agente de policía es algo que Sylvia siempre ha aspirado a hacerlo.

## Campeonatos y logros
- Ultimate Fighting Championship
  - Campeón de Peso Pesado de UFC (Dos veces)
  - Pelea de la Noche (Una vez)
  - Empatado (Randy Couture) en más defensas exitosas de su título en la categoría de peso pesado (3)
  - Empatado (Andrei Arlovski, Randy Couture, Brock Lesnar y Caín Velásquez) por más defensas consecutivas del título de peso pesado (2)

- Powerhouse World Promotions
  - Campeón de Peso Pesado de PWP (Una vez, actual)

- ICON Sport
  - Torneo de Peso Pesado de Superbrawl (Ganador)

- Extreme Challenge
  - Torneo de Peso Pesado de Extreme Challenge 47 (Ganador)

## Registro en artes marciales mixtas
| Resultado     | Récord    | Oponente                 | Método                                     | Evento                            | Fecha                    | Ronda | Tiempo | Localización                | Notas |
| ------------- | --------- | ------------------------ | ------------------------------------------ | --------------------------------- | ------------------------ | ----- | ------ | --------------------------- | --- |
| Derrota       | 31–10 (1) | Ruslan Magomedov         | Decisión (unánime)                         | Fight Nights: Battle of Moscow 13 | 27 de octubre de 2013    | 3     | 5:00   | Moscú                       | Peso Superpesado. |
| Derrota       | 31–9 (1)  | Tony Johnson             | TKO (parada médica)                        | ONE FC: Rise to Power             | 31 de mayo de 2013       | 3     | 3:25   | Pásay                       | Peso acordado de 271 libras. |
| Derrota       | 31–8 (1)  | Satoshi Ishii            | Decisión (unánime)                         | IGF: INOKI-BOM-BA-YE 2012         | 31 de diciembre de 2012  | 3     | 5:00   | Tokio                       | |
| Sin resultado | 31–7 (1)  | Andrei Arlovski          | Sin resultado (patadas de fútbol ilegales) | ONE FC: Pride of a Nation         | 31 de agosto de 2012     | 2     | 4:46   | Manila                      | |
| Victoria      | 31–7      | Randy Smith              | TKO (golpes)                               | NEF Fight Night 3                 | 16 de junio de 2012      | 1     | 0:12   | Lewiston, Maine             | |
| Victoria      | 30–7      | Andreas Kraniotakes      | Decisión (unánime)                         | ProElite: Big Guns                | 5 de noviembre de 2011   | 3     | 5:00   | Moline, Illinois            | Retorno al Peso Pesado. |
| Victoria      | 29–7      | Patrick Barrentine       | TKO (golpes y codazos)                     | Fight Tour                        | 20 de agosto de 2011     | 1     | 2:09   | Rockford, Illinois          | Pelea de Peso Superpesado. |
| Derrota       | 28–7      | Abe Wagner               | TKO (golpes)                               | Titan FC 16: Sylvia vs. Wagner    | 28 de enero de 2011      | 1     | 0:32   | Kansas City, Kansas         | Pelea de Peso Superpesado. |
| Victoria      | 28–6      | Vince Lucero             | Sumisión (golpes)                          | CFX: Extreme Challenge on Target  | 11 de diciembre de 2010  | 1     | 2:44   | Minneapolis, Minnesota      | Pelea de Peso Supersado. |
| Victoria      | 27–6      | Paul Buentello           | KO (golpe)                                 | PWP: War on the Mainland          | 14 de agosto de 2010     | 2     | 4:57   | Irvine, California          | Ganó el Campeonato inaugural de Peso Pesado de PWP.                                                                                       |
| Victoria      | 26–6      | Mariusz Pudzianowski     | Sumisión (golpes)                          | Moosin: God of Martial Arts       | 21 de mayo de 2010       | 2     | 1:43   | Worcester, Massachusetts    | Pelea de Peso Superpesado. |
| Victoria      | 25–6      | Jason Riley              | TKO (golpes)                               | Adrenaline MMA IV                 | 18 de septiembre de 2009 | 1     | 2:32   | Council Bluffs, Iowa        | Pelea de Peso Superpesado. |
| Derrota       | 24–6      | Ray Mercer               | KO (golpe)                                 | Adrenaline MMA 3: Bragging Rights | 13 de junio de 2009      | 1     | 0:09   | Birmingham, Alabama         | Pelea de Peso Superpesado. |
| Derrota       | 24–5      | Fedor Emelianenko        | Sumisión (rear-naked choke)                | Affliction: Banned                | 19 de julio de 2008      | 1     | 0:36   | Anaheim, California         | |
| Derrota       | 24–4      | Antônio Rodrigo Nogueira | Sumisión (guillotine choke)                | UFC 81                            | 2 de febrero de 2008     | 3     | 1:28   | Las Vegas, Nevada           | Por el Campeonato Interino de Peso Pesado de UFC; Pelea de la Noche.                                                                      |
| Victoria      | 24–3      | Brandon Vera             | Decisión (unánime)                         | UFC 77                            | 21 de octubre de 2007    | 3     | 5:00   | Cincinnati, Ohio            | |
| Derrota       | 23–3      | Randy Couture            | Decisión (unánime)                         | UFC 68                            | 3 de marzo de 2007       | 5     | 5:00   | Columbus, Ohio              | Perdió el Campeonato de Peso Pesado de UFC.                                                                                               |
| Victoria      | 23–2      | Jeff Monson              | Decisión (unánime)                         | UFC 65                            | 18 de noviembre de 2006  | 5     | 5:00   | Sacramento, California      | Defendió el Campeonato de Peso Pesado de UFC.                                                                                             |
| Victoria      | 22–2      | Andrei Arlovski          | Decisión (unánime)                         | UFC 61                            | 8 de julio de 2006       | 5     | 5:00   | Las Vegas, Nevada           | Defendió el Campeonato de Peso Pesado de UFC.                                                                                             |
| Victoria      | 21–2      | Andrei Arlovski          | TKO (golpes)                               | UFC 59                            | 15 de abril de 2006      | 1     | 2:43   | Anaheim, California         | Ganó el Campeonato de Peso Pesado de UFC.                                                                                                 |
| Victoria      | 20–2      | Assuerio Silva           | Decisión (unánime)                         | UFC Ultimate Fight Night 3        | 16 de enero de 2006      | 3     | 5:00   | Las Vegas, Nevada           | |
| Victoria      | 19–2      | Tra Telligman            | KO (patada a la cabeza)                    | UFC 54                            | 20 de agosto de 2005     | 1     | 4:59   | Las Vegas, Nevada           | |
| Victoria      | 18–2      | Mike Block               | TKO (golpes)                               | IFC: Caged Combat                 | 21 de mayo de 2005       | 1     | 1:26   | Columbus, Ohio              | |
| Derrota       | 17–2      | Andrei Arlovski          | Sumisión (achilles lock)                   | UFC 51                            | 5 de febrero de 2005     | 1     | 0:47   | Las Vegas, Nevada           | Por el Campeonato Interino de Peso Pesado de UFC.                                                                                         |
| Victoria      | 17–1      | Wes Sims                 | TKO (golpes)                               | Superbrawl 38                     | 12 de diciembre de 2004  | 1     | 1:32   | Honolulu, Hawái             | |
| Derrota       | 16–1      | Frank Mir                | Sumisión técnica (armbar)                  | UFC 48                            | 19 de junio de 2004      | 1     | 0:50   | Las Vegas, Nevada           | Por el Campeonato Vacante de Peso Pesado de UFC; el antebrazo de Sylvia se había roto.                                                    |
| Victoria      | 16–0      | Gan McGee                | TKO (golpes)                               | UFC 44                            | 26 de septiembre de 2003 | 1     | 1:54   | Las Vegas, Nevada           | Defendió el Campeonato de Peso Pesado de UFC; posteriormente fue despojado del título por fallar la prueba de drogas después de la pelea. |
| Victoria      | 15–0      | Ricco Rodriguez          | TKO (golpes)                               | UFC 41                            | 28 de febrero de 2003    | 1     | 3:09   | Atlantic City, Nueva Jersey | Ganó el Campeonato de Peso Pesado de UFC.                                                                                                 |
| Victoria      | 14–0      | Wesley Correira          | TKO (parada del equipo)                    | UFC 39                            | 27 de septiembre de 2002 | 2     | 1:43   | Uncasville, Connecticut     | |
| Victoria      | 13–0      | Jeff Gerlick             | TKO (golpes)                               | Extreme Challenge 48              | 27 de julio de 2002      | 1     | 3:17   | Tama, Iowa                  | |
| Victoria      | 12–0      | Mike Whitehead           | TKO (rodillazo y golpes)                   | Superbrawl 24: ROTH 2             | 27 de abril de 2002      | 1     | 2:38   | Honolulu, Hawái             | Retorno al Peso Pesado (Final). |
| Victoria      | 11–0      | Jason Lambert            | TKO (parada médica)                        | Superbrawl 24: ROTH 2             | 27 de abril de 2002      | 2     | 4:13   | Honolulu, Hawái             | Retorno al Peso Pesado (Semifinal). |
| Victoria      | 10–0      | Boyd Ballard             | KO (rodillazo)                             | Superbrawl 24: ROTH 2             | 27 de abril de 2002      | 1     | 3:21   | Honolulu, Hawái             | Retorno al Peso Pesado (Cuartos de final).                                                                                                |
| Victoria      | 9–0       | Mike Whitehead           | TKO (rodillazo y golpes)                   | Superbrawl 24: ROTH 1             | 26 de abril de 2002      | 1     | 3:46   | Honolulu, Hawái             | Retorno al Peso Pesado (Ronda de Apertura).                                                                                               |
| Victoria      | 8–0       | Matt Fremmbling          | Decisión (unánime)                         | Extreme Challenge 47              | 16 de marzo de 2002      | 2     | 5:00   | Orem, Utah                  | Torneo de Peso Pesado de EC 47 (Final).                                                                                                   |
| Victoria      | 7–0       | Gino de la Cruz          | TKO (golpes)                               | Extreme Challenge 47              | 16 de marzo de 2002      | 1     | 0:43   | Orem, Utah                  | Torneo de Peso Pesado de EC 47 (Semifinal).                                                                                               |
| Victoria      | 6–0       | Ernest Henderson         | TKO (cayó fuera del ring)                  | Extreme Challenge 47              | 16 de marzo de 2002      | 1     | 0:29   | Orem, Utah                  | Torneo de Peso Pesado de EC 47 (Cuartos de final).                                                                                        |
| Victoria      | 5–0       | Greg Wikan               | Sumisión (estrangulación)                  | Extreme Challenge Trials          | 17 de noviembre de 2001  | 3     | 2:20   | Davenport, Iowa             | |
| Victoria      | 4–0       | Ben Rothwell             | Decisión (unánime)                         | Extreme Challenge 42              | 24 de agosto de 2001     | 3     | 5:00   | Davenport, Iowa             | |
| Victoria      | 3–0       | Greg Wikan               | TKO (parada del equipo)                    | UW: Ultimate Fight Minnesota      | 2 de junio de 2001       | 1     | 5:00   | Bloomington, Minnesota      | |
| Victoria      | 2–0       | Gabe Beauperthy          | Sumisión (estrangulación)                  | GC 3: Showdown at Soboba          | 7 de abril de 2001       | 2     | 4:16   | Friant, California          | |
| Victoria      | 1–0       | Randy Durant             | TKO (golpes)                               | IFC: Battleground 2001            | 19 de enero de 2001      | 1     | 2:05   | Atlantic City, Nueva Jersey | |